# Pilobates carpetanus
Pilobates carpetanus är en kvalsterart som beskrevs av Pérez-Íñigo 1969. Pilobates carpetanus ingår i släktet Pilobates och familjen Haplozetidae. Inga underarter finns listade i Catalogue of Life.